# Welcome to the Party (Diplo, French Montana e Lil Pump)
Welcome to the Party è un singolo del disc jockey statunitense Diplo e dei rapper French Montana e Lil Pump, pubblicato il 14 maggio 2018 ed estratto dalla colonna sonora del film Deadpool 2. 

## Tracce
1. Welcome to the Party – 3:01